# کریس ولف
کریس ولف (انگلیسی: Chris Wolf؛ زادهٔ ۲۳ فوریهٔ ۱۹۹۱) بازیکن فوتبال اهل آلمان است.